# Gamergate (hormiga)

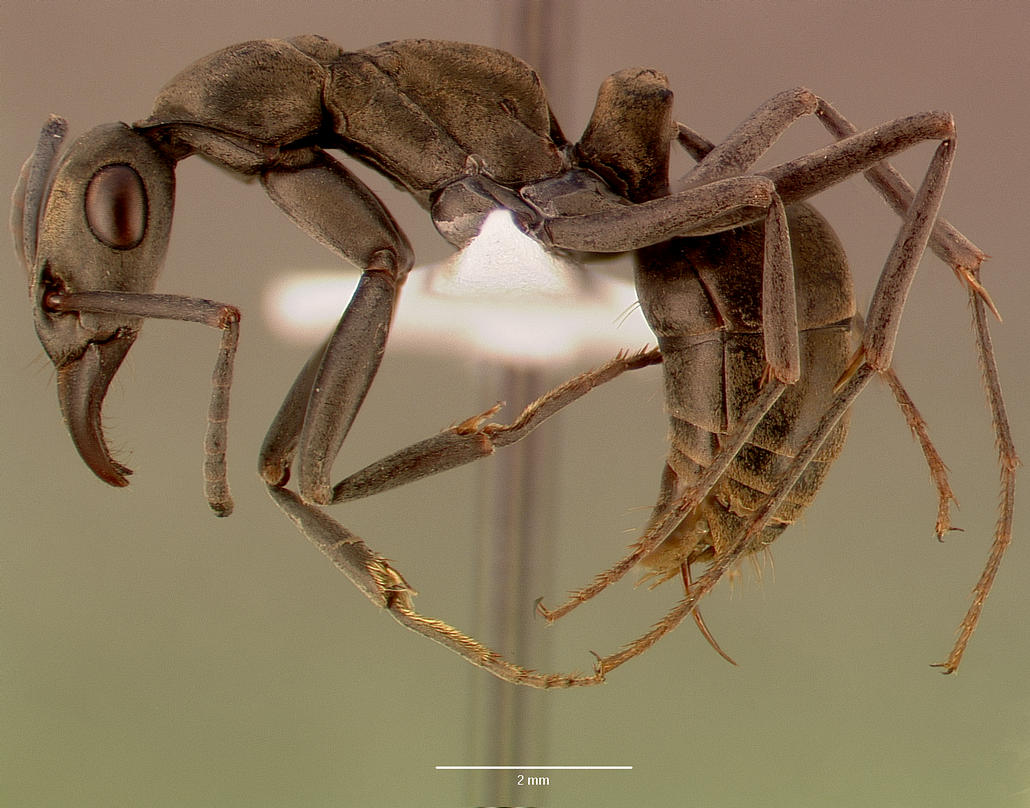
Vista lateral de una obrera Oftalmópono berthoudi, la hormiga para la que originalmente se acuñó el término gamergate.

Un gamergate es una hormiga obrera apareada que puede reproducirse sexualmente, es decir, poner huevos fertilizados que se desarrollarán como hembras. En la gran mayoría de las especies de hormigas, las obreras son estériles y las gamergate están restringidas a taxones donde las obreras tienen un reservorio de esperma funcional ('espermateca'). En algunas especies, las gamergates se reproducen además de las reinas aladas (generalmente a la muerte de la fundadora original), mientras que en otras especies la casta de reinas ha sido completamente reemplazada por gamergates. En las especies de gamergate, todas las obreras de una colonia tienen potenciales reproductivos similares, pero como resultado de las interacciones físicas, se forma una jerarquía de dominancia y solo una o unas pocas obreras de alto rango pueden aparearse (generalmente con machos extranjeros) y producir huevos. Posteriormente, sin embargo, la agresión ya no es necesaria ya que las gamergates secretan señales químicas que informan a las otras obreras de su estado reproductivo en la colonia.
Dependiendo de la especie, puede haber una gamergate por colonia (monoginia) o varias gamergate (poliginia). La mayoría de las especies de gamergate tienen colonias con unos pocos cientos o menos obreras.

## Etimología
Gamergate deriva de las palabras griegas γάμος (gámos) y γργάτης (ergátēs) y significa 'obrera casada'. Fue acuñado en 1983 por el genetista William Louis Brown y fue utilizado por primera vez en la literatura científica por los entomólogos Christian Peeters y Robin Crewe en un artículo de 1984 publicado en Naturwissenschaften. La definición que se encuentra típicamente en los diccionarios entomológicos es 'obrera reproductora y ponedora',  y se extrae del glosario del libro de Bert Hölldobler y E. O. Wilson de 1990, The Ants.

## Descripción
Hay entre 100 y 200 especies diferentes en las que se reproducen gamergates (aproximadamente el 1% de todas las hormigas), la mayoría de las cuales pertenecen a las subfamilias de poneromorfas. Mientras que las obreras (que son todas hembras) en la mayoría de las especies de hormigas son morfológicamente incapaces de almacenar esperma, en las especies de gamergate una o varias obreras se aparean y tienen ovarios activos. La vida útil de la gamergate es corta en comparación con las reinas en las colonias queenright, pero la gamegate puede ser reemplazada por otras obreras dominantes en la colonia sin arriesgar la supervivencia de la colonia. Por lo tanto, la inversión reproductiva en hembras gamergate se optimiza porque las gamergates no diferenciadas (es decir, obreras reproductivamente inactivas) funcionan como obreras.

### Estructura de castas

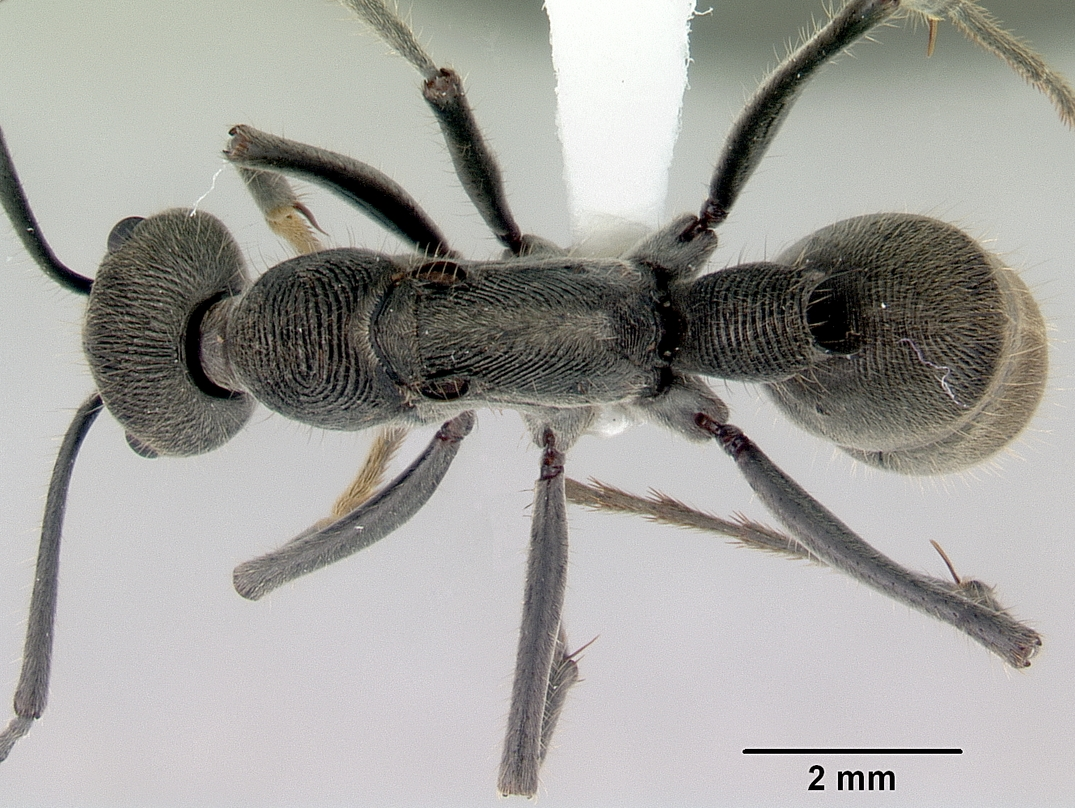
Vista dorsal de una obrera Diacamma australe femenina no reproductora, sin gemmas torácicas anteriores

Dentro de las colonias de gamergate, todas las obreras nacen reproductivamente viables y, por lo tanto, son potenciales gamergates. Antes de diferenciarse como gamergate, una obrera dominante debe inhibir físicamente a sus hermanas. Por ejemplo, en el caso de Diacamma australe, la primera hembra en volverse reproductivamente activa cortará las gemas torácicas de sus hermanas, reduciendo así en gran medida su atractivo sexual. En otros géneros, la dominación persistente de las obreras por parte de los gamergates a través de la agresión física casi asegura que no produzcan descendencia masculina. En Diacamma nilgiri, las gamemgate utilizan interacciones de dominación para monopolizar la reproducción sin mutilar a las hermanas obreras. Lo mismo es cierto para Streblognathus peetersi, que se involucra en agresiones no dañinas para determinar el dominio. Para la mayoría de las especies de gamergate, el inicio de la actividad ovárica elimina la necesidad de dominar físicamente a las obreras compañeras de nido. En cambio, las feromonas recién producidas o los productos químicos de señalización aseguran que las obreras no sean reproductivas. Aunque se desconoce hasta qué punto estos químicos actúan como feromonas o como señales, se puede encontrar apoyo para la hipótesis de la señalización en la pérdida de inhibición reproductiva de las obreras a medida que la gamergate envejece y disminuye su fecundidad.
Los mecanismos de reemplazo de gamergate varían entre las especies monóginas y poligínicas. Cuando una gamergate muere, generalmente es reemplazado por una obrera anteriormente sumisa que procede a aparearse y comienza la actividad ovárica. Una nueva gamergate a menudo se origina en una cohorte más joven. Por ejemplo, cuando la reina fundadora original muere en una colonia de saltadores de Harpegnathos, las obreras más jóvenes comienzan a luchar por el dominio y algunas se convierten en las próximas reproductoras. Debido a que las obreras reproductivamente inactivas pueden activar sus ovarios después de la muerte de la gamergate, algunas especies de gamergate pueden considerarse criadores cooperativos en lugar de insectos verdaderamente eusociales.
En colonias con reinas y gamergates, estas últimas funcionan como reproductoras secundarias. La investigación sobre especies de Amblyoponinae ha demostrado que existe una jerarquía basada en la fecundidad entre gamergates. En Stigmatomma reclinatum, se descubrió que las gamergates de mayor rango tenían ovocitos más desarrollados que las gamergates de bajo rango. En Streblognathus peetersi, solo la trabajadora alfa se aparea y se convierte en gamergate. Las obreras más jóvenes esperan la oportunidad de reproducirse cuando la gamergate actual muestre una disminución de la fecundidad o muera. Los desafíos a gamergates por parte de obreras subordinadas son riesgosos porque la gamergate en especies como Dinoponera quadriceps puede marcar a la retadora frotando químicos especiales producidos solo por la gamergate. Estos químicos indican a otras obreras que inmovilicen a la retadora mordiéndole los apéndices e inmovilizándola durante unos días hasta que sus niveles hormonales vuelvan a la normalidad. Las obreras subordinadas desempeñan un papel policial importante en la selección de futuras gamergate y, por lo tanto, pueden aumentar su aptitud indirecta.

### Variación de la estructura social y ecología
Existe mucha variación en la estructura social de las colonias de hormigas con gamergates. Algunas especies como Harpegnathos saltator, Pseudoneoponera tridentata, Gnamptogenys menadensis y Rhytidoponera confusa tienen una casta de reinas aladas aladas, así como gamergates. Las especies sin reina con solo gamergates y obreras pueden tener una estructura monógina con una sola gamergate o pueden tener una estructura poligínica con múltiples gamergates. Ejemplos de especies monóginas sin reina incluyen Pachycondyla krugeri, P. sublaevis, Diacamma australe, D. rugosum, Dinoponera quadriceps, Platythyrea lamellosa y Streblognathus aethiopicus. Ejemplos de especies poligínicas sin reina incluyen Ophthalmopone berthoudi, O. hottentota, y todas las especies conocidas sin reina de Rhytidoponera. Oftalmopono berthoudi sin reina, los machos extranjeros visitan nidos subterráneos para aparearse con obreras jóvenes.
Ecológicamente, las especies de gamergate de diferentes tribus y géneros a menudo tienden a compartir ciertas características. Muchas especies de gamergate son recolectoras generalistas solitarias que viven en ambientes áridos. De manera similar a las especies con reinas ergatoides, se plantea la hipótesis de que la evolución de la reproducción de gamergate está asociada con un cambio a la fisión colonial. Los mirmecólogos Christian Peeters y Fuminori It también han sugerido que "la evolución de la reproducción de gamergate parece estar fuertemente asociada con los beneficios adaptativos de la poliginia secundaria (p. ej. aumento de la vida útil de la colonia y herencia de recursos), y es la opción preferida en especies que tienen obreras capaces de almacenar esperma."

## Disputa por su clasificación
La utilidad de gamergate como designación morfológica no está exenta de críticas. Dentro del campo de la mirmecología, es motivo de controversia si la casta debe definirse principalmente por el rol reproductivo o por la morfología física. En particular, Alfred Buschinger ha argumentado que el término obrera debería aplicarse solo a aquellas hormigas que componen la casta no reproductiva y reina debería aplicarse solo a hormigas hembras reproductivamente viables independientemente de su apariencia física. Hölldobler y Wilson sugieren que las dos posiciones se pueden resolver semánticamente y que el enfoque más fructífero sería mantener la clasificación "algo suelta, incorporando anatomía o roles de una manera que maximice la conveniencia, precisión y claridad de expresión."

## Géneros con gamergates
La existencia de gamergates es simplesiomórfica, o ancestral, en las hormigas. Se sabe que están presentes en los siguientes géneros:
- Poneromorph subfamilies
  - Amblyoponinae
    - Stigmatomma[11][nota 2]

  - Ectatomminae
    - Gnamptogenys[20]
    - Rhytidoponera[21]

  - Ponerinae
    - Bothroponera[22]
    - Diacamma[22][23]
    - Dinoponera[22][24]
    - Euponera[25]
    - Hagensia[22]
    - Harpegnathos[22][26]
    - Leptogenys[22]
    - Ophthalmopone[22][27]
    - Platythyrea[22][28]
    - Pseudoneoponera[22]
    - Streblognathus[22][29]
    - Thaumatomyrmex[22]
- Myrmeciinae
  - Myrmecia[19]

- Myrmicinae
  - Metapone[30]